# The Good Things in Life
The Good Things in Life è un album in studio del cantante statunitense Tony Bennett, pubblicato nel 1972.

## Tracce
1. The Good Things in Life
2. O Sole mio
3. Passing Strangers
4. End of a Love Affair
5. Oh Lady Be Good
6. Blues for Breakfast
7. Mimi
8. Invitation
9. Someone to Light Up My Life
10. It Was You
11. Cute
12. The Midnight Sun
13. London by Night
14. The Good Things in Life (Closing)